# Gara Ulmeni Sălaj
Gara Ulmeni Sălaj este o stație de cale ferată care deservește Ulmeni, județul Maramureș, România. Situată pe Magistrala CFR 400, este una din cele două gări din orașul Ulmeni, cealaltă fiind cea din satul Țicău.

## Istoric
Orașul Ulmeni a fost legat la rețeaua de cale ferată în 1889, odată cu inaugurarea liniei de cale ferată Jibou – Baia Mare. Calea ferată Jibou–Baia Mare face parte din Magistrala CFR 400 și are o lungime de 58 km. A fost construită ca o legătură feroviară între două linii deja existente: linie deschisă în 1884 de la Satu Mare către Baia Mare și linia pusă în funcțiune în 1890 de la Dej (în maghiară Dés) către Zalău (în maghiară Zilah). S-a proiectat o legătură feroviară de la Jibou (în maghiară Zsibó) către Baia Mare, care să lege cele două căi ferate mai vechi. Lucrările de construcție începute în 1897, au fost executate de „Societatea anonimă a căilor ferate Valea Someșului” (în maghiară "Szamosvölgyi vasut részvénytársaság", în germană "Szamosthaler Eisenbahn ActienGesellschaft"), și s-au finalizat în 1899.

## Gara
Gara Ulmeni Sălaj este situată în orașul Ulmeni, amplasată pe secția interoperabilă Deda – Dej Triaj – Jibou – Baia Mare – Satu Mare, la kilometrul 30+400 față de stația Baia Mare, respectiv la kilometrul 26+800 față de stația Jibou. Stația este dotată cu instalație de centralizare electromecanică CEM.
Stația Ulmeni Sălaj are 4 linii, dintre care trei sunt folosite pentru trenurile de pasageri cât și pentru trenurile de marfă (Liniile 2,3 și 4), iar o linie este folosită pentru încărcare și descărcare mărfuri din mijloace de transport auto (Linia 1). Cea mai scurtă linie are o lungime de 684 m iar ce mai lungă are 762 m.
Calea ferată asigură legătura orașului Ulmeni pe Magistrala 400 spre Baia Mare și Jibou pentru transportul feroviar de călători și marfă. Prin gara Ulmeni Sălaj trec zilnic trenuri InterRegio (IR), InterRegioNight (IRN), Regio (R) și Regio-Expres (R-E) ale operatorilor CFR Călători și InterRegional Călători.

## Distanțe față de alte gări din România și Europa

### Distanțe față de alte gări din România
- Ulmeni și Baia Mare - 31 km
- Ulmeni și București Nord (via Cluj-Napoca) - 659 km
- Ulmeni și București Nord (via Deda) - 595 km
- Ulmeni și Cluj-Napoca - 161 km
- Ulmeni și Dej Călători - 103 km
- Ulmeni și Jibou - 27 km
- Ulmeni și Satu Mare - 91 km
- Ulmeni și Zalău Nord - 50 km

### Distanțe față de alte gări din Europa
- Ulmeni și  Keleti Budapesta (via Arad) - 598 km
- Ulmeni și  Hauptbahnhof Viena (via Arad) - 860 km